# Nieuw-Papeschorpolder
De Nieuw-Papeschorpolder is een polder ten zuiden van Sluiskil, behorende tot de Polders in de vaarwegen naar Axel en Gent, in de Nederlandse provincie Zeeland. 
De polder, vroeger ook wel Polder bij Karel la Groe genoemd, werd gevormd toen, in het kader van de aanleg van het Kanaal Gent-Terneuzen, ook 108 ha schor ten oosten van dit kanaal werd ingedijkt. Dit werk kwam gereed in 1825.
Door de kanaalverbreding omstreeks 1968 is ook een deel van de Nieuw-Papeschorpolder vergraven.